# Jennifer Valente
Jennifer Marie Valente (San Diego, 24 dicembre 1994) è una pistard e ciclista su strada statunitense, vincitrice di tre ori olimpici e di sette titoli mondiali, due nell'omnium, uno nello scratch e quattro nell'inseguimento a squadre.

## Palmarès

### Pista
- 2012

Campionati statunitensi, Keirin
- 2013

Campionati statunitensi, Scratch
- 2014

Grand Prix Colorado Springs, Omnium
Campionati statunitensi, Omnium
Campionati panamericani, Inseguimento a squadre (Aguascalientes, con Amber Gaffney, Kimberly Geist ed Elizabeth Newell)
- 2015

Grand Prix Colorado Springs, Omnium
Campionati statunitensi, Inseguimento individuale
Campionati statunitensi, Scratch
Campionati statunitensi, Omnium
Campionati panamericani, Inseguimento a squadre (Santiago del Cile, con Kelly Catlin, Sarah Hammer e Ruth Winder)
Campionati panamericani, Inseguimento individuale (Santiago del Cile)
Campionati panamericani, Scratch (Santiago del Cile)
- 2016

Campionati del mondo, Inseguimento a squadre (Londra, con Kelly Catlin, Chloé Dygert e Sarah Hammer)
- 2017

3ª prova Coppa del mondo 2016-2017, Inseguimento a squadre (Los Angeles, con Kelly Catlin, Chloé Dygert e Kimberly Geist)
Campionati del mondo, Inseguimento a squadre (Hong Kong, con Kelly Catlin, Chloé Dygert e Kimberly Geist)
US Sprint Grand Prix, Omnium
Fastest Woman on Wheels, Omnium
Campionati statunitensi, Scratch
Campionati statunitensi, Corsa a punti
Campionati statunitensi, Omnium
Campionati panamericani, Scratch (Couva)
Campionati panamericani, Corsa a punti (Couva)
Campionati panamericani, Omnium (Couva)
2ª prova Coppa del mondo 2017-2018, Omnium (Manchester)
- 2018

5ª prova Coppa del mondo 2017-2018, Inseguimento a squadre (Minsk, con Kelly Catlin, Chloé Dygert e Kimberly Geist)
Campionati del mondo, Inseguimento a squadre (Apeldoorn, con Kelly Catlin, Chloé Dygert e Kimberly Geist)
Japan Track Cup #1, Americana (con Christina Birch)
Japan Track Cup #2, Omnium
Campionati statunitensi, Scratch
Campionati statunitensi, Corsa a punti
Campionati statunitensi, Americana (con Christina Birch)
Campionati statunitensi, Omnium
Campionati panamericani, Inseguimento a squadre (Aguascalientes, con Christina Birch, Kelly Catlin e Kimberly Geist)
Campionati panamericani, Scratch (Aguascalientes)
Campionati panamericani, Corsa a punti (Aguascalientes)
Campionati panamericani, Omnium (Aguascalientes)
- 2019

Campionati statunitensi, Scratch
Campionati statunitensi, Corsa a punti
Campionati statunitensi, Americana (con Megan Jastrab)
Campionati statunitensi, Omnium
Giochi panamericani, Omnium (Lima)
Campionati panamericani, Scratch (Cochabamba)
Campionati panamericani, Corsa a punti (Cochabamba)
Campionati panamericani, Americana (Cochabamba, con Kendall Ryan)
Campionati panamericani, Omnium (Cochabamba)
1ª prova Coppa del mondo 2019-2020, Inseguimento a squadre (Minsk, con Christina Birch, Chloé Dygert ed Emma White)
1ª prova Coppa del mondo 2019-2020, Omnium (Minsk)
1ª prova Coppa del mondo 2019-2020, Corsa a punti (Minsk)
5ª prova Coppa del mondo 2019-2020, Omnium (Brisbane)
- 2020

6ª prova Coppa del mondo 2019-2020, Inseguimento a squadre (Milton, con Chloé Dygert, Emma White e Lily Williams)
6ª prova Coppa del mondo 2019-2020, Omnium (Milton)
Campionati del mondo, Inseguimento a squadre (Berlino, con Chloé Dygert, Emma White e Lily Williams)
- 2021

Singen Bahnen-Tournee, Keirin
Singen Bahnen-Tournee, Omnium
Singen Bahnen-Tournee, Corsa a eliminazione
Giochi olimpici, Omnium
- 2022

2ª prova Coppa delle Nazioni, Corsa a eliminazione (Milton)
Discover Lehigh Valley GP, Americana (con Colleen Gulick)
Discover Lehigh Valley GP, Omnium
3ª prova Coppa delle Nazioni, Americana (Cali, con Colleen Gulick)
Campionati statunitensi, Keirin
Campionati statunitensi, Scratch
Campionati statunitensi, Corsa a punti
Campionati statunitensi, Omnium
Campionati statunitensi, Corsa a eliminazione
Campionati del mondo, Omnium
Palma de Mallorca, Corsa a punti
Berlino, Corsa a punti
4ª prova Champions League, Corsa a eliminazione (Londra)
- 2023

Coppa delle Nazioni, Corsa a eliminazione (Cairo)
Campionati statunitensi, Scratch
Campionati statunitensi, Omnium
Campionati statunitensi, Corsa a eliminazione
Campionati del mondo, Scratch (Glasgow)
Campionati del mondo, Omnium (Glasgow)
4 Jours de Genève, Americana (Ginevra, con Lily Williams)
4 Jours de Genève, Omnium (Ginevra)
Grenchen, Scratch
Grenchen, Corsa a punti
Grenchen, Corsa a eliminazione
- 2024

Campionati panamericani, Scratch
Campionati panamericani, Corsa a punti
Campionati panamericani, Americana (con Megan Jastrab)
Campionati panamericani, Omnium
Campionati panamericani, Corsa a eliminazione
Coppa delle Nazioni, Corsa a eliminazione (Milton)
Giochi olimpici, Inseguimento a squadre (con Lily Williams, Chloé Dygert e Kristen Faulkner)
Giochi olimpici, Omnium

### Altri successi
- 2020

Classifica generale Coppa del mondo 2019-2020, Corsa a punti
Classifica generale Coppa del mondo 2019-2020, Omnium
- 2022

Classifica endurance Champions League

## Piazzamenti

### Competizioni mondiali
- Campionati del mondo su pista

Cali 2014 - Inseguimento a squadre: 5ª
Cali 2014 - Scratch: 4ª
St. Quentin-en-Yvelines 2015 - Inseguimento a squadre: 5ª
St. Quentin-en-Yvelines 2015 - Inseguimento individuale: 2ª
Londra 2016 - Inseguimento a squadre: vincitrice
Hong Kong 2017 - Inseguimento a squadre: vincitrice
Apeldoorn 2018 - Inseguimento a squadre: vincitrice
Apeldoorn 2018 - Corsa a punti: 2ª
Apeldoorn 2018 - Omnium: 5ª
Pruszków 2019 - Scratch: ritirata
Pruszków 2019 - Inseguimento a squadre: 7ª
Pruszków 2019 - Omnium: 3ª
Pruszków 2019 - Corsa a punti: 8ª
Berlino 2020 - Scratch: 2ª
Berlino 2020 - Inseguimento a squadre: vincitrice
Berlino 2020 - Omnium: 5ª
Berlino 2020 - Americana: 9ª
Berlino 2020 - Corsa a punti: 2ª
Roubaix 2021 - Scratch: 3ª
Roubaix 2021 - Corsa a punti: 7ª
Roubaix 2021 - Omnium: 6ª
Roubaix 2021 - Corsa a eliminazione: 3ª
St. Quentin-en-Yvelines 2022 - Corsa a eliminazione: 3ª
St. Quentin-en-Yvelines 2022 - Omnium: vincitrice
St. Quentin-en-Yvelines 2022 - Corsa a punti: 3ª
Glasgow 2023 - Inseguimento a squadre: 6ª
Glasgow 2023 - Scratch: vincitrice
Glasgow 2023 - Corsa a eliminazione: 3ª
Glasgow 2023 - Omnium: vincitrice
Ballerup 2024 - Scratch: 2ª
Ballerup 2024 - Corsa a punti: 9ª
Ballerup 2024 - Americana: 6ª
Ballerup 2024 - Omnium: 9ª
Ballerup 2024 - Corsa a eliminazione: 3ª
- Giochi olimpici

Rio de Janeiro 2016 - Inseguimento a squadre: 2ª
Tokyo 2020 - Inseguimento a squadre: 3ª
Tokyo 2020 - Americana: 9ª
Tokyo 2020 - Omnium: vincitrice
Parigi 2024 - Inseguimento a squadre: vincitrice
Parigi 2024 - Omnium: vincitrice
Parigi 2024 - Americana: 4ª

### Competizioni continentali
- Campionati panamericani

Mar del Plata 2012 - Inseguimento a squadre: 3ª
Mar del Plata 2012 - Scratch: 3ª
Mar del Plata 2012 - Keirin: 3ª
Aguascalientes 2014 - Inseguimento a squadre: vincitrice
Aguascalientes 2014 - Omnium: 3ª
Santiago 2015 - Inseguimento a squadre: vincitrice
Santiago 2015 - Scratch: vincitrice
Santiago 2015 - Inseguimento individuale: vincitrice
Couva 2017 - Scratch: vincitrice
Couva 2017 - Corsa a punti: vincitrice
Couva 2017 - Omnium: vincitrice
Aguascalientes 2018 - Inseguimento a squadre: vincitrice
Aguascalientes 2018 - Scratch: vincitrice
Aguascalientes 2018 - Corsa a punti: vincitrice
Aguascalientes 2018 - Omnium: vincitrice
Cochabamba 2019 - Scratch: vincitrice
Cochabamba 2019 - Corsa a punti: vincitrice
Cochabamba 2019 - Americana: vincitrice
Cochabamba 2019 - Omnium: vincitrice
Stati Uniti 2024 - Omnium: vincitrice
Stati Uniti 2024 - Corsa a eliminazione: vincitrice
Stati Uniti 2024 - Scratch: vincitrice
Stati Uniti 2024 - Corsa a punti: vincitrice
Stati Uniti 2024 - Americana: vincitrice
- Giochi panamericani

Toronto 2015 - Inseguimento a squadre: 2ª
Lima 2019 - Omnium: vincitrice